# Товути
Товути (на индонезийски: Danau Towuti) е сладководно езеро в Индонезия, най-голямото на остров Сулавеси, разположено на 293 m н.в. Площта му е 561 km², а дълбочината му достига до 203 m. Дължина от североизток на югозапад – 43 km, ширина – до 23 km. Котловината на езерото е с тектонски произход и е обградено от планини. От север в него се влива малка река, изтичаща от по-високо разположеното (на 324 m н.в.) езеро Махалона. От западния му ъгъл изтича река Ларона, вливаща се в залива Бони на море Банда. На източното му крайбрежие е разположен малкияТ град Токолимбу.